# Suelli
Suelli (en sard, Sueddi) és un municipi italià, dins de la província de Sardenya del Sud. L'any 2007 tenia 1.171 habitants. Es troba a la regió de Trexenta. Limita amb els municipis de Gesico, Mandas, Selegas, Senorbì i Siurgus Donigala.

## Administració
| Període | Identitat   | Partit        |
| ------- | ----------- | ------------- |
| 2006-   | Roberto Aru | Llista cívica |